# Coppa delle nazioni oceaniane femminile 1994
La Coppa delle nazioni oceaniane femminile 1994, ufficialmente 1994 OFC Women's Championship, è stata la quinta edizione ufficiale della manifestazione, programmata fra il 14 e il 20 ottobre 1994 in Papua Nuova Guinea. Il torneo, riservato alle Nazionali di calcio femminile oceaniane, fu organizzato dalla Oceania Football Confederation (OFC).
L'Australia, alla sua prima vittoria in assoluto, vinse il torneo per differenza reti avendo concluso il girone a pari punti con la Nuova Zelanda e qualificandosi per la fase finale del Campionato mondiale femminile di calcio 1995. 

## Squadre
- Australia
- Nuova Zelanda
- Papua Nuova Guinea

## Città e stadi
Il torneo fu disputato a Port Moresby, capitale della Papua Nuova Guinea.

## Formula del torneo
Le tre squadre che disputarono la fase finale si affrontarono in un solo girone all'italiana con partite di andata e ritorno, con la miglior classificata che ottenne la qualificazione al Mondiale di Svezia 1995.

## Incontri
| Squadra            | P.ti | G | V | N | P | GF | GS | DR  |
| ------------------ | ---- | - | - | - | - | -- | -- | --- |
| Australia          | 9    | 4 | 3 | 0 | 1 | 13 | 2  | +11 |
| Nuova Zelanda      | 9    | 4 | 3 | 0 | 1 | 10 | 2  | +8  |
| Papua Nuova Guinea | 0    | 4 | 0 | 0 | 4 | 0  | 19 | -19 |

| Port Moresby 14 ottobre 1994                              | Nuova Zelanda | 2 – 1 referto | Australia |  |
| \| \| \| \| \| Sharpe ?’, ?’ \| Marcatori \| ?’ Forman \| |               |               |           |  |
|                                                           |               |               |           |  |
| Sharpe ?’, ?’                                             | Marcatori     | ?’ Forman     |           |  |

| Port Moresby 15 ottobre 1994                   | Nuova Zelanda | 2 – 0 referto | Papua Nuova Guinea |  |
| \| \| \| \| \| Baker ?’, ?’ \| Marcatori \| \| |               |               |                    |  |
|                                                |               |               |                    |  |
| Baker ?’, ?’                                   | Marcatori     |               |                    |  |

| Port Moresby 16 ottobre 1994                                                                      | Australia | 7 – 0 referto | Papua Nuova Guinea |  |
| \| \| \| \| \| Pumpa ?’, ?’ Salisbury ?’, ?’ Casagrande ?’ Hughes ?’ Forman ?’ \| Marcatori \| \| |           |               |                    |  |
|                                                                                                   |           |               |                    |  |
| Pumpa ?’, ?’ Salisbury ?’, ?’ Casagrande ?’ Hughes ?’ Forman ?’                                   | Marcatori |               |                    |  |

| Port Moresby 18 ottobre 1994                | Australia | 1 – 0 referto | Nuova Zelanda |  |
| \| \| \| \| \| Murray ?’ \| Marcatori \| \| |           |               |               |  |
|                                             |           |               |               |  |
| Murray ?’                                   | Marcatori |               |               |  |

| Port Moresby 19 ottobre 1994                                                       | Papua Nuova Guinea | 0 – 4 referto                                    | Australia |  |
| \| \| \| \| \| \| Marcatori \| ?’ Salisbury ?’ Casagrande ?’ Hughes ?’ (aut.) ? \| |                    |                                                  |           |  |
|                                                                                    |                    |                                                  |           |  |
|                                                                                    | Marcatori          | ?’ Salisbury ?’ Casagrande ?’ Hughes ?’ (aut.) ? |           |  |

| Port Moresby 20 ottobre 1994                                                                    | Papua Nuova Guinea | 0 – 6 referto                                                 | Nuova Zelanda |  |
| \| \| \| \| \| \| Marcatori \| ?’, ?’ Dermott ?’ Henderson ?’ Crawford ?’ Jacobson ?’ Sharpe \| |                    |                                                               |               |  |
|                                                                                                 |                    |                                                               |               |  |
|                                                                                                 | Marcatori          | ?’, ?’ Dermott ?’ Henderson ?’ Crawford ?’ Jacobson ?’ Sharpe |               |  |

## Classifica marcatrici
3 reti
- Cheryl Salisbury
- Wendy Sharpe

2 reti
- Lisa Casagrande
- Alison Forman
- Sunni Hughes
- Karly Pumpa
- Donna Baker
- Kim Dermott

1 rete
- Julie Murray
- Amanda Crawford
- Wendi Henderson
- Maureen Jacobson

autoreti
- ? (pro Australia)